# IM-1
IM-1 (kurz für Intuitive Machines 1, NASA-Kennung TO2-IM) war eine von der NASA beauftragte unbemannte Mondlandemission. Die IM-1-Raumsonde mit dem Namen Odysseus startete am 15. Februar 2024 und erreichte am 22. Februar die Mondoberfläche, wo sie eine Woche lang in Betrieb war. Es handelte sich um den ersten von mehreren geplanten Flügen eines Mondlanders vom Typ Nova-C, der von dem Raumfahrtunternehmen Intuitive Machines entwickelt wurde und betrieben wird. Mit IM-1 gelang die erste weiche amerikanische Mondlandung seit Apollo 17 im Jahr 1972, auch wenn das Landegestell einknickte und der Lander schräg zu stehen kam. Zudem war es die erste (teilweise) erfolgreiche Mondlandung eines Privatunternehmens und die erste Landung in der Südpolregion des Mondes.

## Hintergrund
IM-1 war die erste von bislang neun geplanten unbemannten Mondlandungen im Rahmen des NASA-Programms Commercial Lunar Payload Services (CLPS, „kommerzielle Mondnutzlastdienste“). Den Auftrag für die ersten drei dieser Mondsonden erteilte die NASA im Jahr 2019. Für IM-1 wurden 77 Millionen US-Dollar bereitgestellt. Die Mission war zunächst als zweite CLPS-Mondlandung nach der Peregrine Mission One geplant, jedoch verschob sich Letztere wegen Problemen mit der neuen Rakete Vulcan und deren Startvorrichtung auf einen späteren Zeitpunkt.
Die Südpolregion des Mondes gilt als strategisch wichtig, seit dort Wassereis nachgewiesen wurde. Dieses könnte beispielsweise zur Treibstoffgewinnung oder zur Wasserversorgung einer Mondbasis genutzt werden. Daher planen mehrere Raumfahrtnationen die Erkundung des Mondsüdpols und seiner Umgebung, zunächst unbemannt und dann mit bemannten Missionen wie Artemis 3. Um IM-1 zur Vorbereitung bemannter Landungen nutzen zu können, verlegte die NASA das IM-1-Zielgebiet im Mai 2023 vom Oceanus Procellarum zum Krater Malapert A bei 80 Grad südlicher Breite. Die Nachfolgemission IM-2, deren Start für 2025 geplant ist, soll dann noch näher an den Südpol führen.
Als Zugeständnis für die weitaus niedrigeren Kosten der CLPS-Missionen im Vergleich mit staatlichen Raumsondenprojekten nimmt die NASA eine geringere Zuverlässigkeit in Kauf. Thomas Zurbuchen, verantwortlicher Wissenschaftsdirektor der NASA zur Zeit der Auftragsvergabe für IM-1, schätzte die Erfolgschance der Mission mit etwa 50 % ein. Der Intuitive-Machines-CEO Steve Altemus sah sie hingegen bei „oberhalb von 65 % bis 75 %“.

## Nutzlasten
Das CLPS-Programm ist Teil der seit den 2010er Jahren verfolgten NASA-Strategie, kommerzielle Investitionen in Raumfahrtdienstleistungen anzuregen. Die NASA bucht daher keine vollständigen CLPS-Missionen, sondern nur den Transport von Gerätschaften zur Mondoberfläche. Daneben können die Anbieter freie Kapazitäten auf ihren Mondlandern kommerziell vermarkten. Entsprechend brachte IM-1 – bei einer Nutzlastkapazität von 130 kg – neben Instrumenten der NASA auch Nutzlasten mehrerer privater Unternehmen und Organisationen zum Mond.
Die NASA-Nutzlasten dienten hauptsächlich zur Erprobung von Landetechnik und sollen künftige Mondlandungen vorbereiten. Im Einzelnen handelt es sich um folgende sechs Geräte mit einer Gesamtmasse von 39 kg:

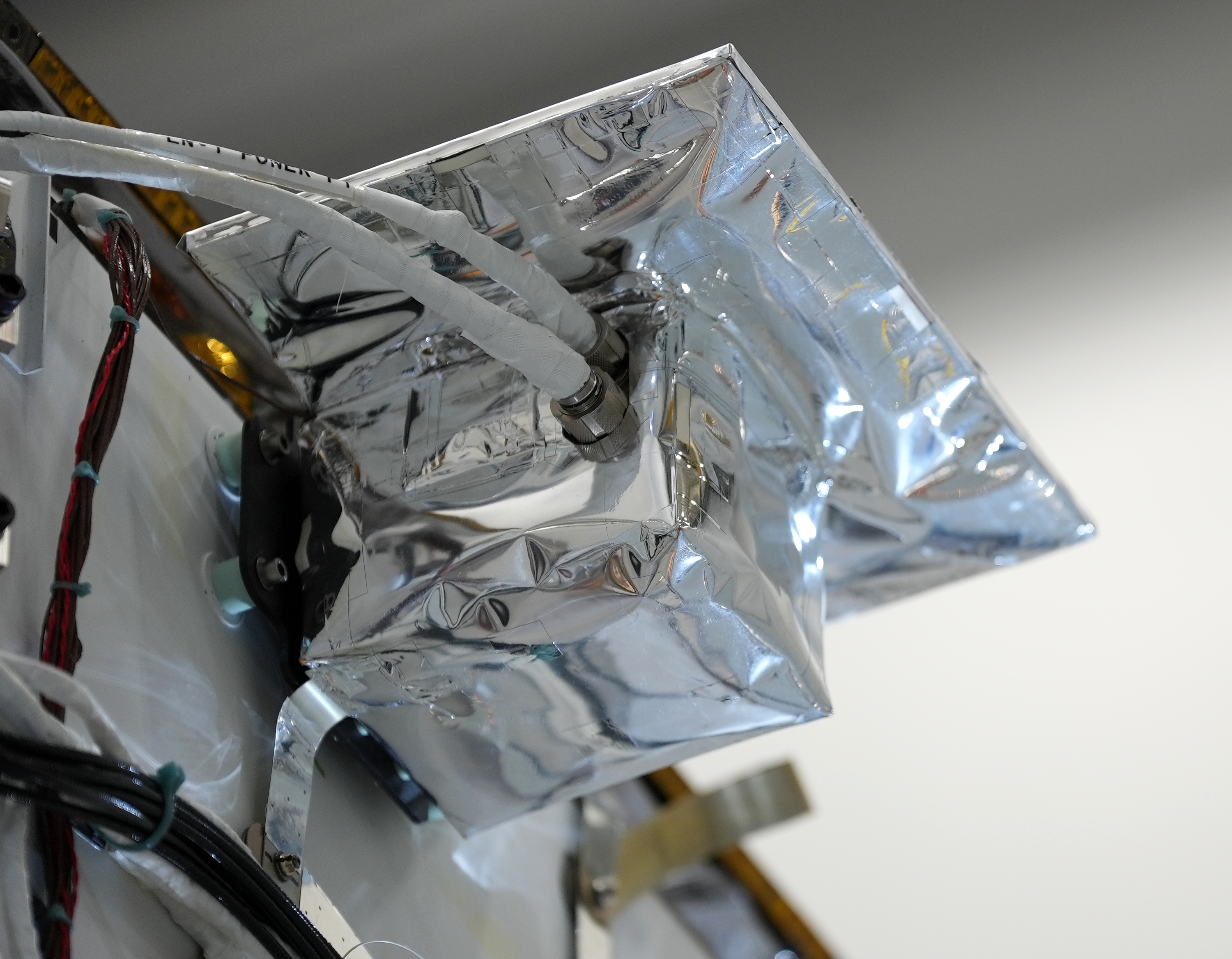
Lunar Node 1

- LN-1 (Lunar Node 1, „Mondknoten 1“) vom Marshall Space Flight Center: Eine S-Band-Funkbake, mit der ein Navigationsverfahren für Mondmissionen erprobt werden sollte.

- NDL (Navigation Doppler Lidar) vom Langley Research Center: Ein Lidar-basierter, hochpräziser Entfernungs- und Geschwindigkeitsmesser für den Abstieg auf die Mondoberfläche.[18]

- SCALPSS (Stereo Camera for Lunar Plume-Surface Studies, „Stereokamera zur Untersuchung von Mondstaubwolken“) vom Langley Research Center: Vier kleine Kameras, die Videos und Fotos des vom Triebwerk des Landers erzeugten Kraters auf der Mondoberfläche aufnehmen sollten.[19] Die Kameras hatten jeweils eine Bildauflösung von 3,2 Megapixeln und sollten zusammen eine Fläche von etwa 13 m2 unterhalb des Landers beobachten.[20]

- ROLSES (Radio Observations for the Near Side Lunar Surface, „Radio-Beobachtungen für die Oberfläche der Mondvorderseite“) vom Goddard Space Flight Center: Ein radioastronomisches Messgerät zur Untersuchung von Radiowellen im Frequenzbereich von 10 kHz bis 30 MHz, wie sie insbesondere von der Sonne, von der Erde und vom Mondstaub abgestrahlt werden. Diese niederfrequenten Radiowellen können nicht von der Erde aus untersucht werden, weil die Ionosphäre sie abschirmt.[15] ROLSES sollte neue Erkenntnisse zur Strahlungsexposition von Geräten und Personen auf der Mondoberfläche gewinnen, insbesondere auch für zukünftige Mond-Radioteleskope. Es empfing die Radiowellen mit vier Antennen, die auf vier Seiten des Landers in jeweils 2,5 Metern Länge ausgefahren wurden.[21]

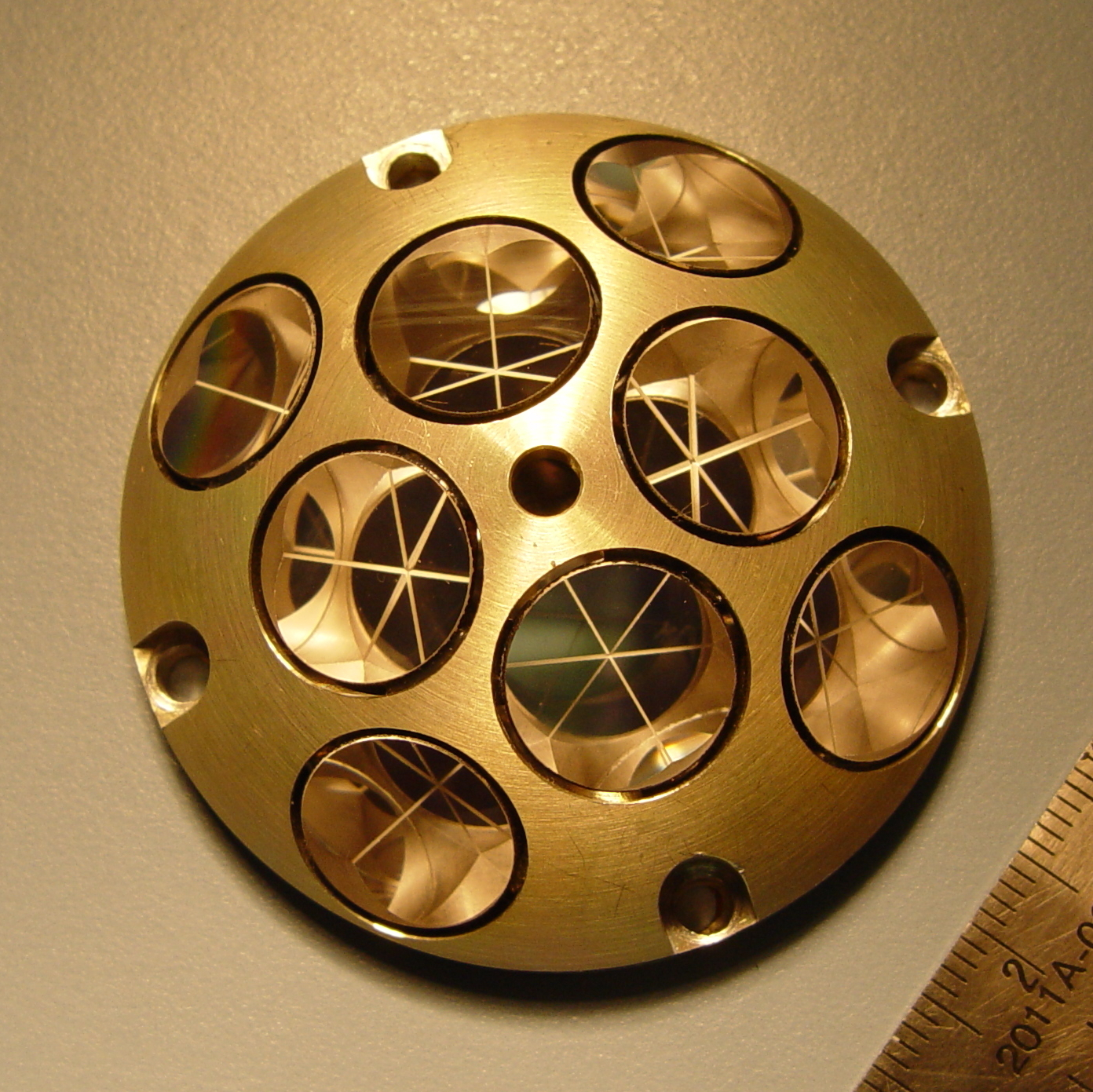
Laser Retroreflector Array

- RFMG (Radio Frequency Mass Gauge) vom Glenn Research Center: Ein Messgerät, welches mittels Radiowellen die genaue Menge an verbliebenem Treibstoff im Tank auch dann feststellen sollte, wenn er wegen geringer Gravitation bzw. Beschleunigung umherschwappte.[22]

- LRA (Laser Retroreflector Array) vom  Goddard Space Flight Center: Acht auf einem Kugelsegment angeordnete Retroreflektoren, mit deren Hilfe aus einem Mondorbit die exakte Position des Landers ermittelt werden kann. Das LRA hat einen Durchmesser von 5,1 cm und wiegt 20 g.[23]

Die kommerziellen Nutzlasten sind:
- EagleCam von der Embry-Riddle Aeronautical University: Eine von Studenten gebaute Kamera im 1.5U-Cubesat-Format, die während des Abstiegs in 30 Metern Höhe seitlich abgeworfen werden und Fotos von der Landung machen sollte. Die Kamera sollte über eine Wi-Fi-Verbindung mit dem Lander kommunizieren.[24]

- ILO-X: Ein Kleinteleskop der International Lunar Observatory Association und Vorläufer eines geplanten größeren Teleskops, das in der Nähe des IM-1-Landeplatzes am Malapert-Krater positioniert werden soll.[25]

- Eine würfelförmige Skulptur aus der „Mondphasen“-Reihe des Künstlers Jeff Koons. Sie beinhaltet 125 Edelstahl-Kugeln, von denen jede den Mond in einer anderen Phase darstellt.

- Lunaprise: Eine Zeitkapsel des Unternehmens Galactic Legacy Labs (GLL) mit auf Mikrofilm aufgezeichneten Botschaften. Die Zeitkapsel enthält auch ein Datenarchiv der Arch Mission Foundation, einschließlich des Inhalts der englischsprachigen Wikipedia.

- Ein Prototyp eines „Mondrechenzentrums“ des Start-up-Unternehmens Lonestar. Dieses sollte die Datensicherung von Dokumenten auf dem Mond erproben, indem Dateien von der Erde zum Mond gesandt, an Bord des Landers gespeichert und von dort wieder abgerufen werden.

- Omni-Heat Infinity: Eine Materialprobe eines von Columbia Sportswear entwickelten, auf einer Goldfolie beruhenden Wärmeisolationsmaterials. Nach Angaben von Intuitive Machines diente sie tatsächlich zur Wärmeisolation des Landers.[15]

Intuitive Machines selbst brachte an dem Lander auch eine historische USA-Flagge aus dem Apollo-Programm an, die nach dessen Abbruch nicht mehr zum Mond gebracht worden war und die die NASA zur Verfügung gestellt hatte. Außerdem wurde auf der Unterseite eines der sechs Füße des Landegestells eine Plakette zur Ehrung des indischen Gurus Pramukh Swami Maharaj befestigt.
Als Sekundärnutzlast des IM-1-Flugs sollte auch der kanadische Kleinsatellit Doge-1 auf den Weg zum Mond gebracht werden. Dort sollte er in eine Umlaufbahn eintreten und Werbebotschaften zur Erde senden. Der Satellit wurde jedoch nicht rechtzeitig für einen Start mit IM-1 fertiggestellt.

## Technische Daten und Name des Landers
Der für IM-1 verwendete Nova-C-Lander war rund 4,3 Meter hoch, hat einen Korpusdurchmesser von etwa 1,6 Metern und hatte einen Durchmesser des Landegestells von 4,6 Metern. Die Breite und Tiefe einschließlich herausragender und angebauter Teile beträgt 2,2 × 2,4 Meter. Unbetankt wog der Lander 675 kg, voll betankt rund 1930 kg. Hinzu kamen bis zu 130 kg Nutzlast. Als Treibstoff wurden 839 kg verflüssigtes, kryogenes (extrem tiefgekühltes) Methan und 420 kg kryogener Flüssigsauerstoff mitgeführt. Zur Druckbeaufschlagung der Tanks waren 17 kg Helium vorhanden, welches beim Start unter einem Druck von 410 bar stand. Das mit Methan und Sauerstoff betriebene, zur Schubvektorsteuerung schwenkbare Haupttriebwerk wurde für sämtliche Bahnmanöver und für die Landung genutzt. Für die Lageregelung des Raumfahrzeugs wurden heliumbetriebene Kaltgastriebwerke verwendet.

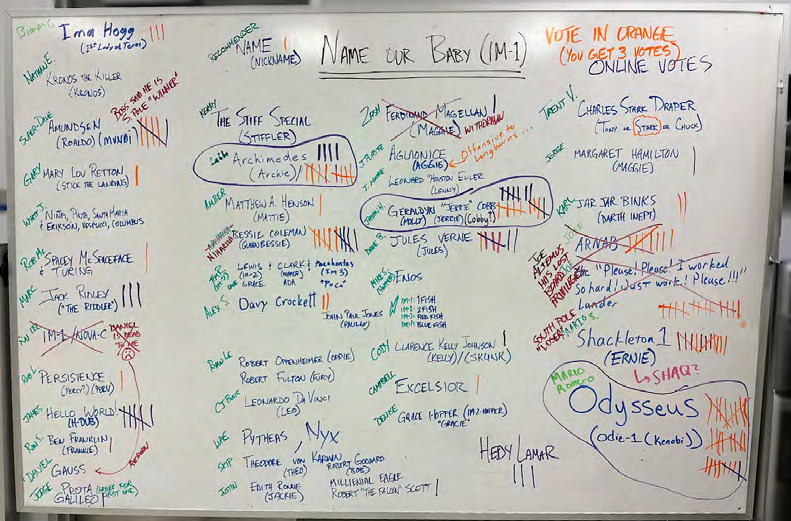
Abstimmung über den Namen des IM-1-Landers

Drei Solarmodule, die auf der Oberseite und an zwei Seitenflächen des Landers angebracht sind, versorgten diesen mit bis zu 790 Watt an elektrischer Leistung. Die Bordspannung betrug etwa 28 Volt. Ein handelsüblicher Lithium-Ionen-Akkumulator mit einer Kapazität von 1554 Wattstunden übernahm die Stromversorgung in Missionsphasen ohne Sonneneinstrahlung. Zur Navigation im Weltraum wurden Sternsensoren verwendet.
Durch eine Abstimmung unter Angestellten von Intuitive Machines erhielt der Lander den Namen Odysseus. In Anspielung auf die gleichnamige Figur in der griechischen Mythologie stehe dies für eine lange und abenteuerliche Reise, geprägt von Herausforderungen und Prüfungen.

## Bodensegment
Intuitive Machines richtete am Firmensitz in Houston ein eigenes Missionskontrollzentrum ein, genannt „Nova Control“. Während der Mondlandung wurde live von dort berichtet. Die Kommunikation mit den Nova-C-Raumfahrzeugen erfolgt nicht über das Deep Space Network (DSN) der NASA, sondern Intuitive Machines schloss dazu Verträge mit privaten Antennenbetreibern wie Goonhilly in England und Kongsberg in Norwegen. Die NASA nutzte während der Mission IM-1 allerdings das DSN, um direkt mit ihrer Nutzlast Lunar Node 1 zu kommunizieren.

## Startvorbereitung
Intuitive Machines beauftragte 2019 den Raumfahrtdienstleister SpaceX mit dem Start von IM-1. Als Trägerrakete wurde die Falcon 9 gewählt. Später erhielt SpaceX auch Startaufträge für die Nachfolgemissionen IM-2 und IM-3.
Die Verwendung von kryogenem Flüssigtreibstoff in der Raumsonde stellte eine besondere Herausforderung dar. Durch Erwärmung und entsprechende Ausdehnung und Verdunstung geht permanent Treibstoff verloren. Daher muss der Lander auf dem Startplatz betankt und bis kurz vor dem Abheben Treibstoff nachgefüllt werden. SpaceX installierte hierfür zusätzliche Betankungstechnik an der Rampe 39A des NASA-Weltraumbahnhofs Kennedy Space Center. Aus zwei neuen Tanks fließen die extrem tiefgekühlten Flüssigkeiten durch Leitungen an der Starthalterung zur oberen Raketenstufe. Diese wurde ebenfalls modifiziert, um den Treibstoff bis in die Tanks des Raumfahrzeug leiten zu können. Ab dem 8. Februar 2024 wurde das Betanken des IM-1-Landers zweimal getestet.
Wegen des ständigen Treibstoffverlusts durch Erwärmung wurde auch – anders als bei der zuvor gestarteten Peregrine Mission One – eine möglichst schnelle Anflugbahn bis zur Mondoberfläche gewählt.

## Missionsverlauf

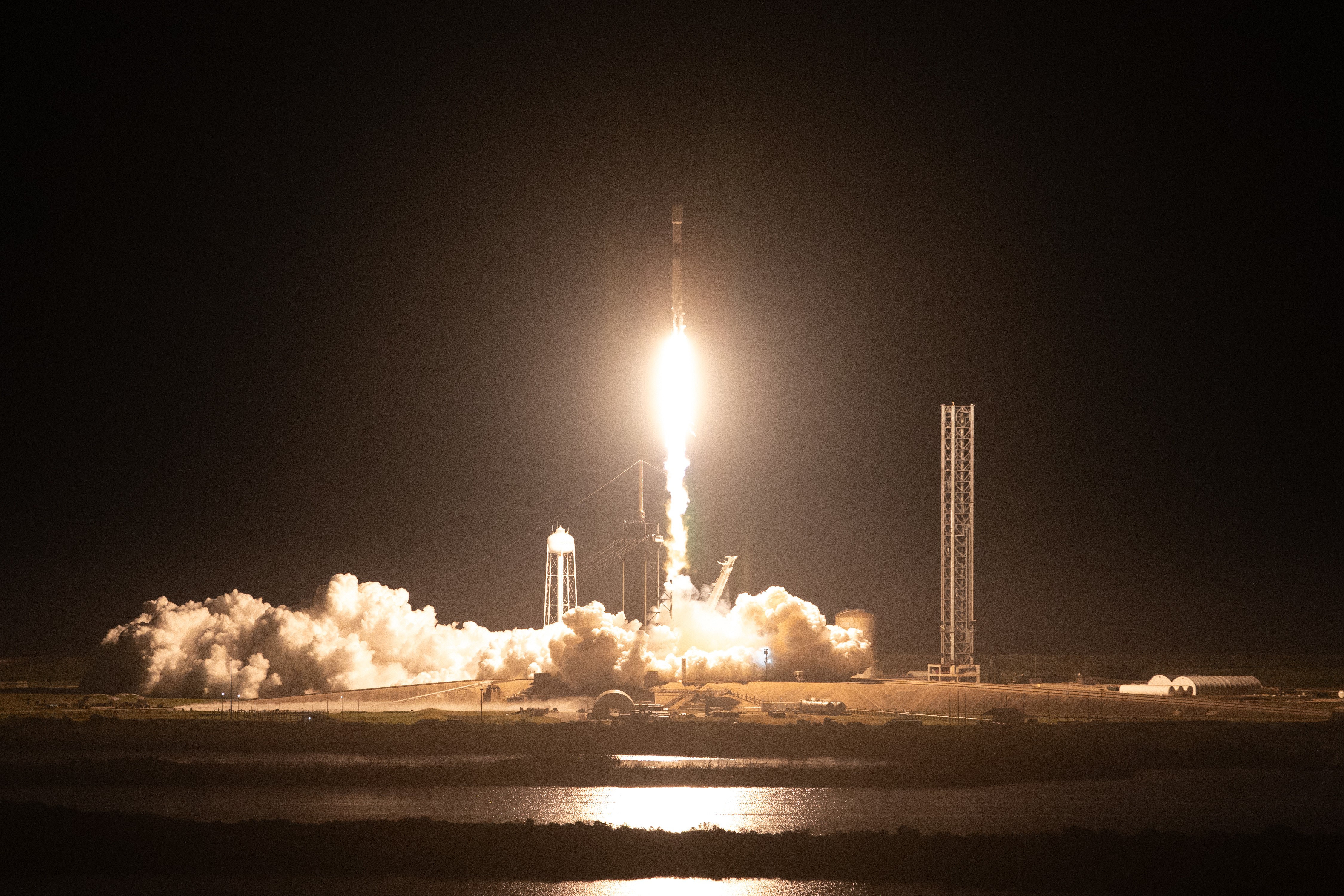
Start von IM-1

Ein erster Startversuch fand am 14. Februar 2024 statt. Vor dem Betanken des Landers stellte SpaceX fest, dass der Treibstoff nicht kalt genug war, daher wurde der Countdown abgebrochen. Als weitere Starttermine standen der 15. und 16. Februar zur Verfügung. Danach wäre eine Verschiebung um vier Wochen nötig gewesen.
IM-1 startete schließlich am 15. Februar 2024 um 06:05 Uhr (UTC). Die zweite Stufe der Trägerrakete flog zunächst eine niedrige Erdumlaufbahn an. Dann zündete sie erneut ihr Triebwerk, beschleunigte auf 37.720 km/h und setzte Odysseus in eine translunare Transferbahn aus – eine Bahn, die knapp am Mond vorbeiführt. In den nachfolgenden Stunden wurde die Sonde in Betrieb genommen. Dabei stellte sich heraus, dass sie etwas rotierte und somit keine gleichmäßige Stromversorgung durch die Solarmodule gewährleistet war. Außerdem funktionierte die Positionsbestimmung über die Sternsensoren nicht. Diese Probleme konnten durch ein Softwareupdate und eine manuell gesteuerte Ausrichtung des Raumfahrzeugs behoben werden.
In der Nacht zum 17. Februar fand ein kurzer Testlauf des Haupttriebwerks statt. Der Test hätte eigentlich einen Tag früher erfolgen sollen, aber das Vorkühlen der Sauerstoffleitung – eine weitere Besonderheit bei der Nutzung von kryogenem Treibstoff – dauerte länger als erwartet. Zur Feinabstimmung der Flugbahn wurde das Triebwerk nochmals am 18. und am 20. Februar gezündet; auf ein ursprünglich geplantes drittes Bahnkorrekturmanöver wurde verzichtet. Tags darauf bremste Odysseus in eine 92 km hohe Umlaufbahn um den Mond ein (geplant waren 100 km Höhe).
Vor der für den 22. Februar geplanten Landung trat ein weiteres technisches Problem auf: Das Laser-Höhenmessgerät des Landers funktionierte nicht, weil vor dem Start vergessen worden war, einen Kontaktunterbrecher aus einer Leitung zu entfernen. Daher stellte Intuitive Machines mit einem improvisierten Softwareupdate die Höhenmessung für den Landeanflug auf das NDL-Instrument der NASA um, das ebenfalls noch nicht im Weltraum erprobt worden war. Nach einem kurzen Triebwerkslauf zum Verlassen des Orbits wurde das Haupttriebwerk um 23:11 Uhr (UTC) ein letztes Mal gestartet, um Odysseus während des Endanflugs bis zur Mondoberfläche abzubremsen. Die Sonde steuerte das Landegebiet zwischen den Kratern Malapert A und C bei 80,297° südlicher Breite und 1,261° östlicher Länge an. Wegen des Problems mit dem Höhenmessgerät wurde der Abwurf der EagleCam vertagt.
Um 23:23 Uhr setzte Odysseus mit einer Sinkgeschwindigkeit von etwa 10 km/h und einer Horizontalgeschwindigkeit von 3 km/h auf dem Mond auf. Dabei knickte das Landegestell ein und der Lander kam schräg zu stehen, etwa um 30 Grad geneigt. Wegen der Schräglage zeigte seine Hauptantenne (Hochgewinnantenne) nach unten und war unbrauchbar. Über die ersatzweise genutzten Niedergewinnantennen an anderen Seiten gelangte das Funksignal weitaus schwächer als geplant zur Erde. So dauerte es nach dem Aufsetzen eine Viertelstunde, bis bestätigt werden konnte, dass die Sonde noch „am Leben ist“. Später stellte sich heraus, dass beim Umstellen der Höhenmessung auf das NDL vergessen worden war, ein Software-Flag zu setzen, das die NDL-Daten als gültig markiert hätte. Sie waren daher nicht genutzt worden, sondern Odysseus war alleine mithilfe seines optischen Navigationssystems gelandet.

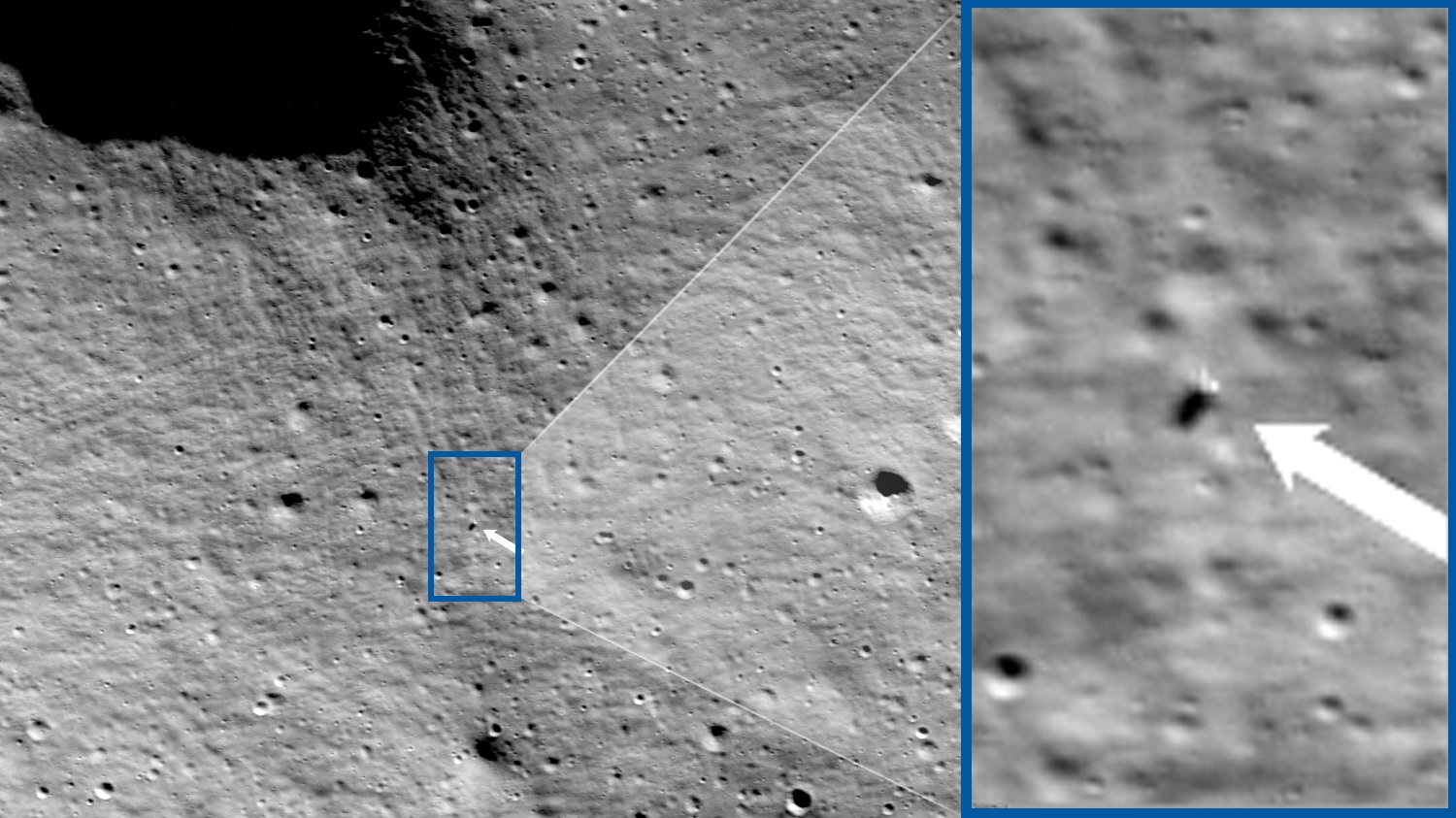
Odysseus auf der Mondoberfläche, fotografiert vom Lunar Reconnaissance Orbiter am 26. Februar 2024

Der Nova-C-Lander war trotz der Schräglage funktionsfähig. Zwar war die Datenübertragungsrate von und zur Erde anfangs sehr niedrig, weil der Bordcomputer ständig zwischen verschiedenen Antennen hin und her schaltete, aber dieses Problem konnte im weiteren  Verlauf behoben werden. Ein Betrieb war längstens bis zum Sonnenuntergang an der Landestelle möglich, welcher für den 4. März erwartet wurde (ein Mondtag – einschließlich der Nacht – dauert etwa 29 Erdtage). Angestrebt wurde eine Einsatzdauer von mindestens sieben Tagen auf der Mondoberfläche, die letztlich auch erreicht wurde: Am 29. Februar schaltete Intuitive Machines den Lander bei niedrigem Batteriestand ab. Ein längerer Betrieb war nicht möglich, da die Solarzellen bei tiefem Sonnenstand und wegen ungünstiger Ausrichtung nicht mehr genügend Strom erzeugten. Wegen des weit im Süden gelegenen Landeplatzes steht die Sonne dort den gesamten Mondtag über relativ niedrig.
Der Lander war so programmiert, dass er wieder „aufwachen“ und sich bei der Bodenstation melden sollte, wenn er am nächsten Mondtag wieder genug Licht erhält – vorausgesetzt, er hat die Mondnacht mit Temperaturen von unter −100 °C intakt überstanden. Seine Batterie und elektronischen Bauteile waren nicht für diese Temperaturen ausgelegt. Nachdem im Zeitraum vom 20. bis zum 23. März kein Signal von Odysseus empfangen wurde, erklärte Intuitive Machines die Mission für beendet.

## Resultate
Das innovative methanbetriebene Haupttriebwerk funktionierte nach Angaben von Intuitive Machines tadellos. Dennoch bestand das Risiko eines Triebwerksausfalls, da der Verbrauch des Tankdruckmittels und Steuertriebwerksgases Helium größer war als erwartet. Die NASA-Instrumente LN-1, NDL und RFMG funktionierten wie geplant und unterstützten den Flug. Die geplante Landestelle wurde mit etwa 1,5 Kilometern Abweichung erreicht. Eine der vier Antennen des ROLSES-Experiments fuhr bereits während des Flugs aus, weshalb früher als geplant mit radioastronomischen Messungen begonnen wurde. Auf der Mondoberfläche stellte sich heraus, dass die Einstrahlung niederfrequenter Radiowellen von der Erde geringer war als erwartet. SCALPSS funktionierte als einzige NASA-Nutzlast nicht wie geplant, sodass keine Aufnahmen während des Landevorgangs möglich waren. Erst kurz vor Missionsende gelang es, die Kameras zu aktivieren und den Boden unter dem Lander zu fotografieren. Insgesamt erhielt die NASA etwa 15 Megabyte an Daten von ihren Instrumenten. Wissenschaftlich nutzbare Daten sind seit dem 27. September 2024 über das Planetary Data System der NASA verfügbar.
Das ILO-X-Teleskop wurde ebenfalls in Betrieb genommen, zeigte nach der Landung aber schräg nach unten und konnte daher nur Fotos aufnehmen, die überwiegend die Mondoberfläche zeigen. Die EagleCam wurde am 28. Februar abgeworfen; aus ungeklärten Gründen gelang es aber nicht, Fotos von der Kamera zum Lander zu übertragen. Mit der Wärmedämmung durch das Material von Columbia Sportswear zeigte sich Intuitive Machines hingegen sehr zufrieden, man wolle es auch bei den Nachfolgemissionen verwenden. Lonestar meldete, man habe den Datenspeicher des Unternehmens am 19. Februar – während des Flugs zum Mond – getestet. Es sei ein Digitalisat der Unabhängigkeitserklärung der Vereinigten Staaten zu der Raumsonde übertragen worden, die dann digitale Kopien der US-Verfassung und des Bill of Rights zurückgesandt habe. Die interplanetare Datensicherung sei damit erfolgreich getestet worden.
Das Laser Retroreflector Array ist nach Einschätzung der NASA trotz der Schräglage des Landers sichtbar. Es wurde von dem Mondorbiter Lunar Reconnaissance Orbiter angestrahlt, um die genaue Position von Odysseus zu bestimmen, jedoch zunächst ohne Erfolg.